# Samsung TV Plus
Samsung TV Plus ist ein Streamingportal des Medienunternehmens Samsung, das im deutschsprachigen Raum und auch international vertreten ist. Samsung TV Plus ist kostenfrei und werbefinanziert. Das deutschsprachige Portal bietet zum Stand Februar 2022 über 100 Fernsehstreams an, zudem werden mehrere Inhalte zum Abruf bereitgestellt. Die Plattform bietet auch einige Sender von Pluto TV, der BBC und Rakuten TV an.
Das Portal wird über Smart-TVs angeboten und ist auch als App für Smartphones verfügbar.
Samsung TV Plus wurde 2016 gelauncht. In Korea startete das Angebot bereits 2015. Im Januar 2017 startete das Angebot in Deutschland im Testlauf. Ursprünglich sollte die Plattform einen Zugang zu besonderen UHD- und HDR-Angeboten bieten, doch die Ausrichtung veränderte sich bereits früh. Ab April 2017 war TV Plus in Deutschland auf allen Samsung Smart TVs ab Modelljahr 2016 verfügbar. Anfangs arbeitete Samsung mit der Funke Mediengruppe zusammen, die das Angebot für Deutschland allein erstellte. Später wurden dafür von Samsung Teams in London und München aufgestellt, die sich um das Angebot von TV Plus kümmern. Im Frühling 2021 wurde Samsung TV Plus auch als App für Smartphones gestartet. 2022 beschloss ITV Studios eine Zusammenarbeit mit Samsung TV Plus, um zwei neue Kanäle in Europa zu starten: Storylands und einen „Hell's Kitchen“-Kanal.
Zum Angebot der Plattform gehören Sender aus den Genres: Sport & Outdoor, Film, Lifestyle, Musik, Nachrichten, Unterhaltung, Bollywood, Kinder und Tech, Gaming & Wissenschaft.